# Manifest des evolutionären Humanismus
Das Manifest des evolutionären Humanismus ist ein 2005 veröffentlichtes Buch von Michael Schmidt-Salomon, das er im Auftrag der Giordano-Bruno-Stiftung (gbs) verfasste. Weitere Ausgaben erschienen auf Englisch und Polnisch.

## Entstehung und Weiterentwicklung
Nach Gründung der Giordano-Bruno-Stiftung (gbs) wurde 2004 auf dem ersten Stiftungstreffen der Entschluss gefasst, eine Grundlagenschrift zum evolutionären Humanismus zu erstellen. Vom gbs-Mitgründer Michael Schmidt-Salomon war die Schrift zunächst als internes Stiftungspapier begonnen und dann dem Alibri Verlag zur Veröffentlichung vorgeschlagen worden. 2005 veröffentlichte der Alibri Verlag die erste Auflage im Umfang von 181 Seiten und 2006 eine zweite, verbesserte Auflage im Umfang von 196 Seiten.
2009 machte Schmidt-Salomon das dreizehnte Kapitel des Manifests zur naturalistischen Ethik zum Hauptthema des Buches Jenseits von Gut und Böse. Das siebzehnte und letzte Kapitel vertiefte er 2014 im Buch Hoffnung Mensch. Eine bessere Welt ist möglich. Eine Weiterentwicklung verschiedener Ideen des Manifests erfolgte laut Deutschlandfunk Kultur im Werk Entspannt euch! Eine Philosophie der Gelassenheit aus dem Jahr 2019. In der Rückschau empfiehlt der Autor Hoffnung Mensch im Vergleich zum Manifest als das reifere Buch.

### Außenwahrnehmung
Das Manifest erzielte nach Angaben der Giordano-Bruno-Stiftung eine verkaufte Auflage von 50.000 Exemplaren. Die Theologen Markus Globisch und Jonas Maria Hoff bezeichneten es 2022 in Stimmen der Zeit als „das bekannteste deutschsprachige Werk zum evolutionären Humanismus“.
Am 25. Mai 2008 stellte der Regensburger Bischof Gerhard Ludwig Müller in einer Predigt Behauptungen über ein von Schmidt-Salomon im Manifest des evolutionären Humanismus verwendetes Beispiel über den Infantizid bei Berggorillas auf, wonach der Autor den Infantizid beim Menschen legitimieren würde. Auf Seite 94 des Manifests verwendete der Autor jedoch das Beispiel der Berggorillas, um im Gegenteil zu zeigen, dass ethische Werte eben nicht unreflektiert aus der Natur abgeleitet werden dürfen. Nach einem knapp dreijährigen Rechtsstreit, der mediale Aufmerksamkeit erfuhr, stellte der Bayerische Verwaltungsgerichtshof am 24. Februar 2011 fest, dass der Bischof seine „Pflicht zur Sorgfalt, Sachlichkeit und Wahrhaftigkeit nicht erfüllt“, den Autor in seinem „Persönlichkeitsrecht verletzt“ und die Rechtsanwaltskosten zu tragen habe. Müller legte Beschwerde ein, woraufhin das Bundesverwaltungsgericht in seinem Beschluss vom 8. August 2011 (BVerwG 7 B 41.11) feststellte, dass „die religiöse Äußerungsfreiheit, auch soweit es um eine Predigt geht, keinen absoluten Vorrang vor den Belangen des Persönlichkeits- und Ehrenschutzes“ genieße. Damit wurde laut Institut für Weltanschauungsrecht geklärt, dass die Religionsfreiheit, hier verstanden als die Freiheit der Predigt, nicht das Recht zur Diffamierung Andersdenkender einschließe. Laut LTO wurde ebenfalls geklärt, dass falsche Tatsachenbehauptungen nicht mit dem Grundrecht der Religionsfreiheit zu rechtfertigen sind.
In dem 2017 erschienenen Buch New Atheism: Critical Perspectives and Contemporary Debates (deutsch: „Neuer Atheismus: Kritische Perspektiven und zeitgenössische Debatten“) wird das Manifest des evolutionären Humanismus als das erste Projekt der Giordano-Bruno-Stiftung im Neuen Atheismus bezeichnet, das eine philosophische Orientierung für eine Ethik liefern soll, die wissenschaftliche Erkenntnisse mit humanistischen Werten verbindet. Dieser Einordnung widersprach der Autor des Manifests bereits im Jahr 2008, als er den Begriff des „Neuen Atheismus“ als überholt bewertete und betonte, dass es um eine „neue Ethik, einen neuen Humanismus“ gehe.
Nach Auffassung des protestantischen Theologen Martin Fritz (Leiter Grundsatzfragen Evangelische Zentralstelle für Weltanschauungsfragen) vertritt Schmidt-Salomon im Manifest des evolutionären Humanismus einen „radikalen Naturalismus, der alles Sein in der Welt als geschlossenes System von naturgesetzlich-kausal ablaufenden Prozessen versteht“. Heute sei dieser Naturalismus durch populärwissenschaftliche und populärphilosophische Vermittlung zu einem „Massenphänomen“ geworden und gelte unter naturwissenschaftlich orientierten Menschen als „Standardweltsicht“.

## Inhalt
Schmidt-Salomon plädiert im Manifest des evolutionären Humanismus für eine naturalistische Philosophie. Diese Ideen haben philosophische Vorläufer in der Antike. Der Ausdruck des evolutionären Humanismus wird auf das gleichnamige Werk von Julian Huxley aus den 1960er Jahren zurückgeführt. Das Manifest basiert auf einem Bild des Kosmos, in dem alles „mit rechten Dingen zugeht“, in dem es keine metaphysischen Fabelwesen (Götter, Dämonen, Hexen oder Kobolde) gibt, die auf supranaturalistische (übernatürliche) Weise durch Wunder in das Weltgeschehen eingreifen. In der Einleitung heißt es, die Menschheit würde in einem „Zeitalter der Ungleichzeitigkeit“ leben:
„Während wir technologisch im 21. Jahrhundert stehen, sind unsere Weltbilder noch von Jahrtausende alten Legenden geprägt. Diese Kombination von höchstem technischen Know-how und naivstem Kinderglauben könnte auf Dauer fatale Konsequenzen haben. Wir verhalten uns wie Fünfjährige, denen die Verantwortung über einen Jumbojet übertragen wurde.“
In siebzehn Kapiteln führt Schmidt-Salomon aus, dass ein logisch konsistentes, mit empirischen Erkenntnissen übereinstimmendes und auch ethisch tragfähiges Menschen- und Weltbild auf die Ergebnisse der wissenschaftlichen Forschung zurückgreifen müsse. Die traditionellen Religionen wie auch manche traditionellen Formen des Humanismus könnten diese Aufgabe nicht mehr erfüllen. So behandelt er Themen wie die Entwicklung vom traditionellen zum evolutionären Humanismus und dessen Verständnis als „offenes System“, die anthropologischen Fundamente einer evolutionär-humanistischen Ethik, die Durchsetzung der Menschenrechte „gegen den erbitterten Widerstand der Religionen“ und die „Spielregeln“ für ein menschliches Miteinander. Wissenschaft, Philosophie und Kunst werden als die kulturellen Stützpfeiler des evolutionären Humanismus bezeichnet. Im Kapitel Glaubst du noch oder denkst du schon? wird ausgeführt, dass der rationale Glaube an die Wissenschaft nicht mit Wissenschaftsgläubigkeit verwechselt werden dürfe. Jenseits von Fundamentalismus und Beliebigkeit müsse eine „Leitkultur Humanismus und Aufklärung“ entwickelt werden.

### Zehn Angebote des evolutionären Humanismus
Der Anhang B enthält in Gegenüberstellung zu den im Anhang A abgedruckten Zehn Geboten der Bibel (Exodus 20, 1-21) Zehn Angebote des evolutionären Humanismus. In der Vorbemerkung heißt es:
„Die zehn ‚Angebote‘ wurden von keinem Gott erlassen und auch nicht in Stein gemeißelt. Keine ‚dunkle Wolke‘ soll uns auf der Suche nach angemessenen Leitlinien für unser Leben erschrecken, denn Furcht ist selten ein guter Ratgeber. Jedem Einzelnen ist es überlassen, diese Angebote angstfrei und rational zu überprüfen, sie anzunehmen, zu modifizieren oder gänzlich zu verwerfen.“
 Die „Angebote“ heißen so wegen der Gegenüberstellung; faktisch sind es jedoch Empfehlungen oder Aufforderungen. Ihre Kurzfassung lautet:
1. Diene weder fremden noch heimischen „Göttern“, sondern dem großen Ideal der Ethik, das Leid in der Welt zu mindern!
2. Verhalte dich fair gegenüber deinem Nächsten und deinem Fernsten!
3. Habe keine Angst vor Autoritäten, sondern den Mut, dich deines eigenen Verstandes zu bedienen!
4. Du sollst nicht lügen, betrügen, stehlen, töten – es sei denn, es gibt im Notfall keine anderen Möglichkeiten, die Ideale der Humanität durchzusetzen!
5. Befreie dich von der Unart des Moralisierens!
6. Immunisiere dich nicht gegen Kritik! Ehrliche Kritik ist ein Geschenk, das du nicht abweisen solltest.
7. Sei dir deiner Sache nicht allzu sicher! Was uns heute als richtig erscheint, kann morgen überholt sein! Zweifle aber auch am Zweifel!
8. Überwinde die Neigung zur Traditionsblindheit, indem du dich gründlich nach allen Seiten hin informierst, bevor du eine Entscheidung triffst!
9. Genieße dein Leben, denn dir ist höchstwahrscheinlich nur dieses eine gegeben!
10. Stelle dein Leben in den Dienst einer „größeren Sache“, werde Teil der Tradition derer, die die Welt zu einem besseren, lebenswerteren Ort machen woll(t)en!